# Operação apostador de grandes quantias
A operação apostador de grandes quantias (operation high roller)  foi uma série de fraudes no sistema bancário em diferentes partes do mundo que usava agentes de cobrança cibernética para coletar informações de computadores pessoais (PCs) e smartphones para invadir eletronicamente contas bancárias. Foi dissecado em 2012 pela McAfee e pela  Guardian Analytics. Um total de aproximadamente $ 78 milhões foi desviado de contas bancárias devido a este ataque. Os invasores estavam operando de servidores na Rússia, na Albânia e e na China para realizar transferências eletrônicas de fundos.

## Especificações
Este ataque cibernético é descrito como tendo as seguintes características:
- contorna a autenticação de chip e PIN;
- não é necessária nenhuma participação humana;
- a instrução veio de servidores baseados em nuvem (em vez do PC do hacker) para ocultar ainda mais a identidade do invasor;
- elementos de "níveis internos de compreensão" incluídos;
- bancos da Europa, dos Estados Unidos e da Colômbia foram os alvos;
- impactou várias classes de instituições financeiras, como cooperativas de crédito, grandes bancos globais, bancos regionais e indivíduos de alto patrimônio líquido.

Embora algumas fontes tenham sugerido que seja uma extensão do ataque homem no navegador (man-in-the-browser - MITB, MitB, MIB, MiB), a operação apostador de grandes quantias é relatada por ter aproveitado um nível mais amplo de automação, a distinguindo dos métodos tradicionais.